# Orinõmme
Koordinaten: 58° 35′ N, 23° 1′ O
Orinõmme ist ein Dorf (estnisch küla) auf der größten estnischen Insel Saaremaa. Es gehört zur Landgemeinde Saaremaa (bis 2017: Landgemeinde Orissaare) im Kreis Saare.
Das Dorf hat 38 Einwohner (Stand 31. Dezember 2011). Es liegt direkt an der Ostsee, nordwestlich von Orissaare.